# Avrillé-les-Ponceaux
Pour les articles homonymes, voir Avrillé et Ponceaux.
Avrillé-les-Ponceaux est une commune française du département d'Indre-et-Loire, en région Centre-Val de Loire située à 45 km au nord-ouest de Tours.

## Géographie
|            | Hommes               | Savigné-sur-Lathan   |
| Continvoir | Avrillé-les-Ponceaux | Mazières-de-Touraine |
|            | Les Essards          | Langeais             |

### Hydrographie

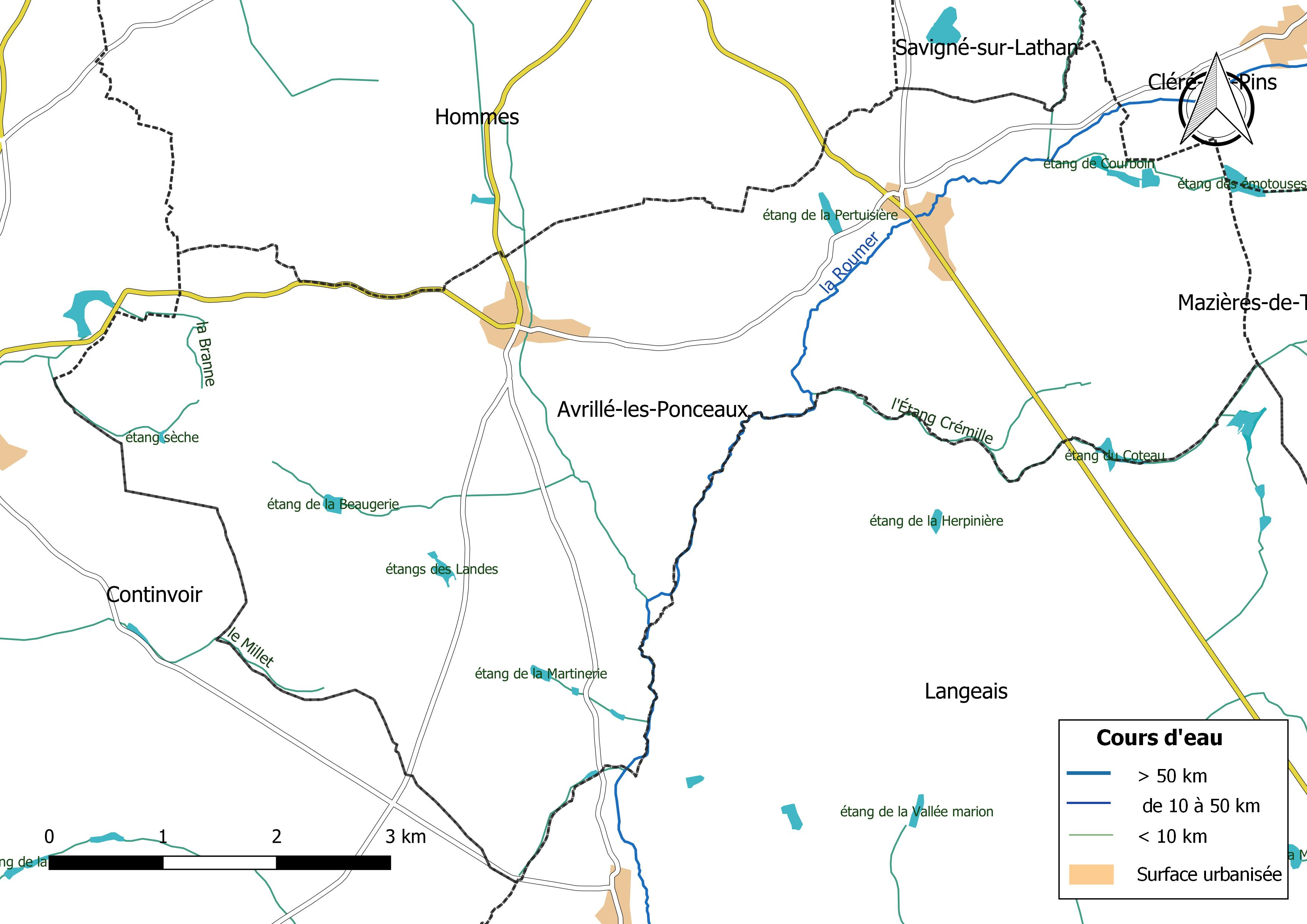
Réseau hydrographique d'Avrillé-les-Ponceaux.

Le réseau hydrographique communal, d'une longueur totale de 22,88 km, comprend un cours d'eau notable, la Roumer (7,018 km), et divers petits cours d'eau dont la Branne (1,491 km), le Millet (0,672 km) et l'Etang Crémille (1,433 km),.
La Roumer, d'une longueur totale de 27,3 km, prend sa source dans la commune d'Ambillou et se jette dans la Loire à Langeais, après avoir traversé 6 communes. 
Sur le plan piscicole, la Roumer est classée en deuxième catégorie piscicole. Le groupe biologique dominant est constitué essentiellement de poissons blancs (cyprinidés) et de carnassiers (brochet, sandre et perche).
Dix zones humides ont été répertoriées sur la commune par la direction départementale des territoires (DDT) et le conseil départemental d'Indre-et-Loire : « la vallée de la Roumer de Saint-Symphorien-les-Ponceaux à Pont Boutard », « l'étang de la Pertuisière », « la vallée de la Roumer de Cléré-les-Pins à Saint-Symphorien-les-Ponceaux », « la vallée du Ruisseau de l'l'étang de Crémille », « l'étang de Courboin », « l'étang de la Davière », « l'étang du Pissot », « les étangs de la Martinerie », « la vallée du Ruisseau d'Avrillé-les-Ponceaux » et « la vallée de l'l'étang de la Canterie »,.

### Climat
Pour des articles plus généraux, voir Climat du Centre-Val de Loire et Climat d'Indre-et-Loire.
En 2010, le climat de la commune est de type climat océanique dégradé des plaines du Centre et du Nord, selon une étude du CNRS s'appuyant sur une série de données couvrant la période 1971-2000. En 2020, Météo-France publie une typologie des climats de la France métropolitaine dans laquelle la commune est dans une zone de transition entre le climat océanique et le climat océanique altéré et est dans la région climatique Moyenne vallée de la Loire, caractérisée par une bonne insolation (1 850 h/an) et un été peu pluvieux.
Pour la période 1971-2000, la température annuelle moyenne est de 11,3 °C, avec une amplitude thermique annuelle de 14,9 °C. Le cumul annuel moyen de précipitations est de 686 mm, avec 11,1 jours de précipitations en janvier et 6,8 jours en juillet. Pour la période 1991-2020, la température moyenne annuelle observée sur la station météorologique de Météo-France la plus proche, sur la commune de Channay-sur-Lathan à 10 km à vol d'oiseau, est de 12,1 °C et le cumul annuel moyen de précipitations est de 708,7 mm,. Pour l'avenir, les paramètres climatiques de la commune estimés pour 2050 selon différents scénarios d'émission de gaz à effet de serre sont consultables sur un site dédié publié par Météo-France en novembre 2022.

## Urbanisme

### Typologie
Au 1er janvier 2024, Avrillé-les-Ponceaux est catégorisée commune rurale à habitat dispersé, selon la nouvelle grille communale de densité à sept niveaux définie par l'Insee en 2022.
Elle est située hors unité urbaine. Par ailleurs la commune fait partie de l'aire d'attraction de Tours, dont elle est une commune de la couronne,. Cette aire, qui regroupe 162 communes, est catégorisée dans les aires de 200 000 à moins de 700 000 habitants,.

### Occupation des sols
L'occupation des sols de la commune, telle qu'elle ressort de la base de données européenne d’occupation biophysique des sols Corine Land Cover (CLC), est marquée par l'importance des forêts et milieux semi-naturels (57,6 % en 2018), en diminution par rapport à 1990 (58,6 %). La répartition détaillée en 2018 est la suivante : 
forêts (56,2 %), prairies (16,6 %), terres arables (14,3 %), zones agricoles hétérogènes (9,8 %), zones urbanisées (1,7 %), milieux à végétation arbustive et/ou herbacée (1,4 %). L'évolution de l’occupation des sols de la commune et de ses infrastructures peut être observée sur les différentes représentations cartographiques du territoire : la carte de Cassini (XVIIIe siècle), la carte d'état-major (1820-1866) et les cartes ou photos aériennes de l'IGN pour la période actuelle (1950 à aujourd'hui).

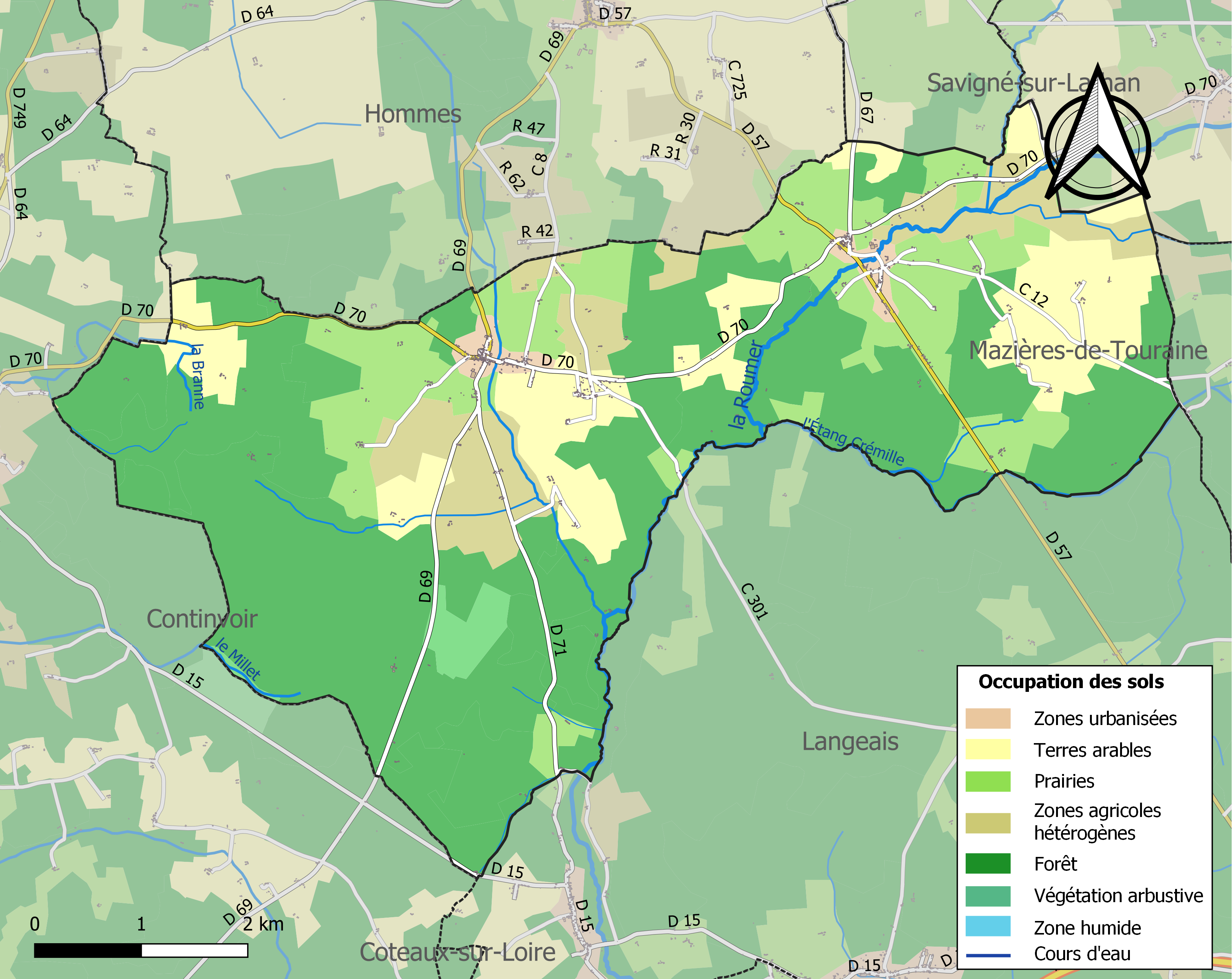
Carte des infrastructures et de l'occupation des sols de la commune en 2018 (CLC).

### Risques majeurs
Le territoire de la commune d'Avrillé-les-Ponceaux est vulnérable à différents aléas naturels : météorologiques (tempête, orage, neige, grand froid, canicule ou sécheresse), feux de forêts et séisme (sismicité faible). Il est également exposé à un risque technologique, le risque nucléaire. Un site publié par le BRGM permet d'évaluer simplement et rapidement les risques d'un bien localisé soit par son adresse soit par le numéro de sa parcelle.

#### Risques naturels
Pour anticiper une remontée des risques de feux de forêt et de végétation vers le nord de la France en lien avec le dérèglement climatique, les services de l’État en région Centre-Val de Loire (DREAL, DRAAF, DDT) avec les SDIS ont réalisé en 2021 un atlas régional du risque de feux de forêt, permettant d’améliorer la connaissance sur les massifs les plus exposés. La commune, étant pour partie dans le massif de Bourgueil, est classée au niveau de risque 1, sur une échelle qui en comporte quatre (1 étant le niveau maximal).

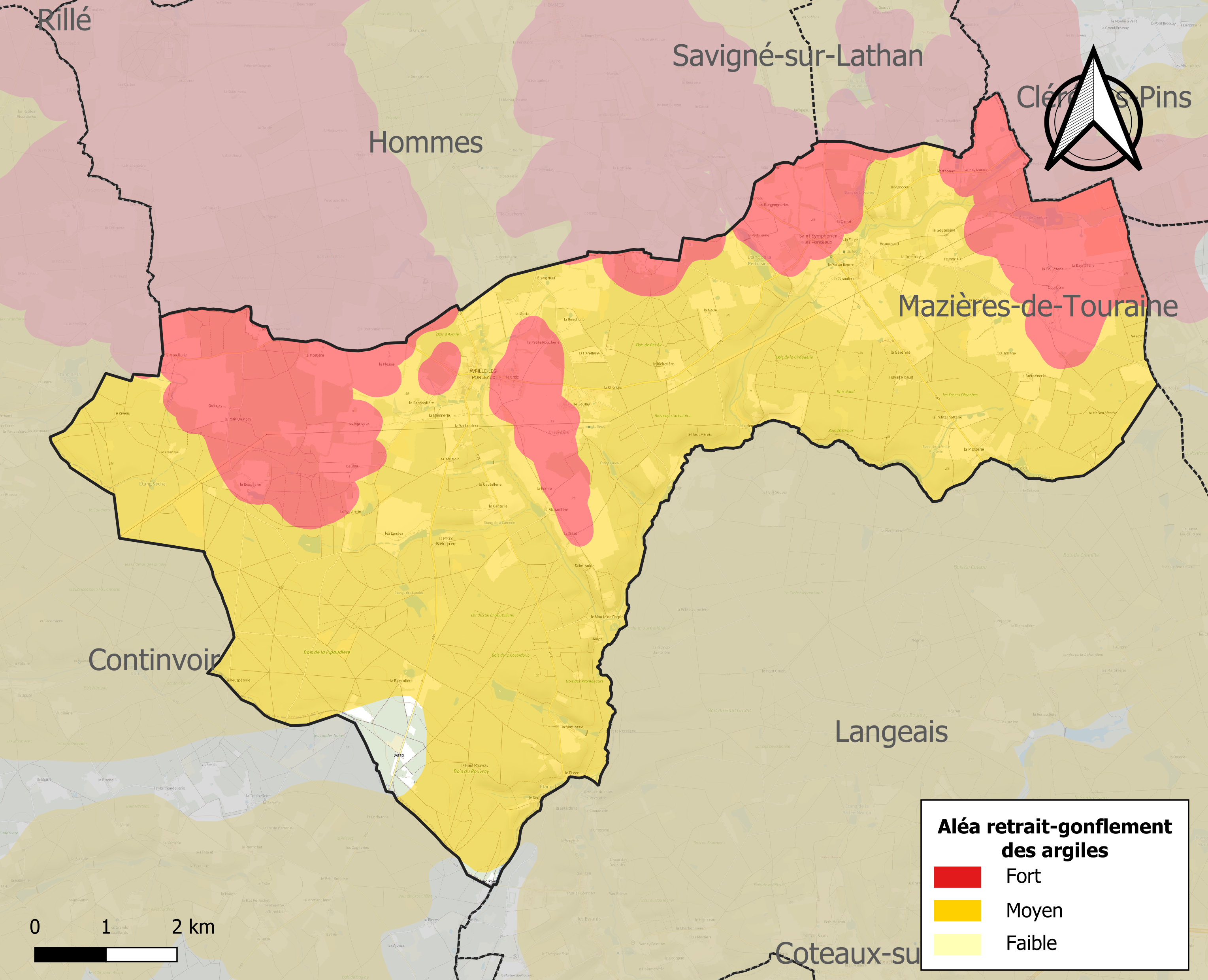
Carte des zones d'aléa retrait-gonflement des sols argileux d'Avrillé-les-Ponceaux.

Le retrait-gonflement des sols argileux est susceptible d'engendrer des dommages importants aux bâtiments en cas d’alternance de périodes de sécheresse et de pluie. 98,5 % de la superficie communale est en aléa moyen ou fort (90,2 % au niveau départemental et 48,5 % au niveau national). Sur les 274 bâtiments dénombrés sur la commune en 2019, 269 sont en aléa moyen ou fort, soit 98 %, à comparer aux 91 % au niveau départemental et 54 % au niveau national. Une cartographie de l'exposition du territoire national au retrait gonflement des sols argileux est disponible sur le site du BRGM,.
Concernant les mouvements de terrains, la commune a été reconnue en état de catastrophe naturelle au titre des dommages causés par la sécheresse en 1991 et 2005 et par des mouvements de terrain en 1999.

#### Risques technologiques
En cas d’accident grave, certaines installations nucléaires sont susceptibles de rejeter dans l’atmosphère de l’iode radioactif. La commune étant située dans le périmètre immédiat de 5 km autour de la centrale nucléaire de Chinon, elle est exposée au risque nucléaire. À ce titre les habitants de la commune ont bénéficié, à titre préventif, d'une distribution de comprimés d’iode stable dont l’ingestion avant rejet radioactif permet de pallier les effets sur la thyroïde d’une exposition à de l’iode radioactif. En cas d'incident ou d'accident nucléaire, des consignes de confinement ou d'évacuation peuvent être données et les habitants peuvent être amenés à ingérer, sur ordre du préfet, les comprimés en leur possession.

## Histoire
En 1817, Avrillé-les-Ponceaux annexe la commune de Saint-Symphorien-les-Ponceaux.
Pendant la Seconde Guerre mondiale, le régime de Vichy fit interner des Roms du 6 décembre 1940 au 8 novembre 1941 et des communistes du 1er juillet au 17 novembre 1941 dans un camp de transit situé au lieu-dit la Morellerie.

## Politique et administration

### Liste des maires
| Période                                  | Période  | Identité          | Étiquette | Qualité         |
| ---------------------------------------- | -------- | ----------------- | --------- | --------------- |
| mars 2001                                | En cours | Jean-Jack Bordeau | DVG       | Cadre supérieur |
| Les données manquantes sont à compléter. |          |                   |           |                 |

### Tendances politiques et résultats
| Scrutin             | Scrutin             | 1er tour | 1er tour | 1er tour | 1er tour | 1er tour  | 1er tour | 1er tour | 1er tour  | 1er tour | 1er tour | 1er tour | 1er tour | 2d tour | 2d tour | 2d tour | 2d tour | 2d tour | 2d tour |
| Scrutin             | Scrutin             | 1er      | 1er      | %        | 2e       | 2e        | %        | 3e       | 3e        | %        | 4e       | 4e       | %        | 1er     | 1er     | %       | 2e      | 2e      | %       |
| ------------------- | ------------------- | -------- | -------- | -------- | -------- | --------- | -------- | -------- | --------- | -------- | -------- | -------- | -------- | ------- | ------- | ------- | ------- | ------- | ------- |
| Présidentielle 2017 | Présidentielle 2017 |          | FN       | 33,33    |          | LR        | 19,76    |          | EM        | 17,56    |          | LFI      | 13,77    |         | FN      | 51,54   |         | EM      | 48,46   |
| Présidentielle 2022 | Présidentielle 2022 |          | RN       | 36,01    |          | LREM      | 32,52    |          | LFI       | 11,19    |          | REC      | 5,59     |         | RN      | 50,74   |         | LREM    | 49,26   |
| Législatives 2022   | 5e                  |          | RN       | 37,31    |          | MoDem-Ens | 23,38    |          | PCF-Nupes | 14,93    |          | LR       | 9,95     |         | RN      | 53,23   |         | MoDem   | 46,77   |
| Législatives 2024   | 5e                  |          | RN       | 50,20    |          | MoDem-Ens | 23,90    |          | PCF-NFP   | 14,34    |          | LR       | 8,76     |         | RN      | 56,72   |         | MoDem   | 43,28   |

## Démographie
L'évolution du nombre d'habitants est connue à travers les recensements de la population effectués dans la commune depuis 1793. Pour les communes de moins de 10 000 habitants, une enquête de recensement portant sur toute la population est réalisée tous les cinq ans, les populations de référence des années intermédiaires étant quant à elles estimées par interpolation ou extrapolation. Pour la commune, le premier recensement exhaustif entrant dans le cadre du nouveau dispositif a été réalisé en 2004.

En 2022, la commune comptait 475 habitants, en évolution de −2,46 % par rapport à 2016 (Indre-et-Loire : +1,67 %, France hors Mayotte : +2,11 %).
| 1793 | 1800 | 1806 | 1821 | 1831 | 1836 | 1841 | 1846 | 1851 |
| ---- | ---- | ---- | ---- | ---- | ---- | ---- | ---- | ---- |
| 353  | 562  | 225  | 533  | 530  | 606  | 630  | 633  | 584  |

| 1856 | 1861 | 1866 | 1872 | 1876 | 1881 | 1886 | 1891 | 1896 |
| ---- | ---- | ---- | ---- | ---- | ---- | ---- | ---- | ---- |
| 635  | 639  | 693  | 700  | 688  | 711  | 729  | 694  | 662  |

| 1901 | 1906 | 1911 | 1921 | 1926 | 1931 | 1936 | 1946 | 1954 |
| ---- | ---- | ---- | ---- | ---- | ---- | ---- | ---- | ---- |
| 684  | 683  | 693  | 704  | 625  | 674  | 581  | 592  | 591  |

| 1962 | 1968 | 1975 | 1982 | 1990 | 1999 | 2004 | 2006 | 2009 |
| ---- | ---- | ---- | ---- | ---- | ---- | ---- | ---- | ---- |
| 561  | 512  | 438  | 372  | 366  | 384  | 441  | 446  | 448  |

| 2014 | 2019 | 2022 | - | - | - | - | - | - |
| ---- | ---- | ---- | - | - | - | - | - | - |
| 485  | 468  | 475  | - | - | - | - | - | - |

## Culture locale et patrimoine

### Lieux et monuments
L'église Saint-Symphorien-les-Ponceaux est inscrite comme monument historique en 1949.
La commune n'a pas érigé de monuments aux morts.
- Stèle du camp la Morellerie.

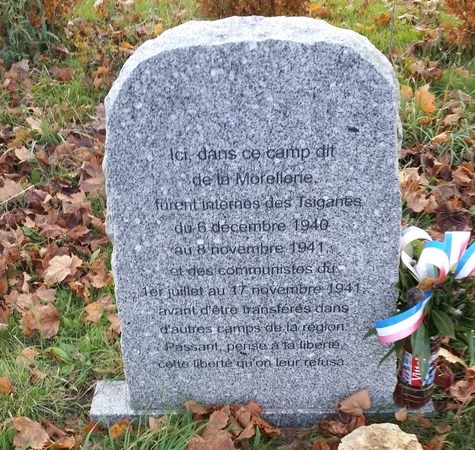
Stèle du camp de transit la Morellerie.

Le 14 janvier 2008, une stèle a été dévoilée sur le lieu même du camp, sur laquelle on peut lire : « Ici dans ce camp dit de la Morellerie, furent internés des Tsiganes du 6 décembre 1940 au 8 novembre 1941 et des communistes du 1er juillet au 17 novembre 1941 avant d'être transférés dans d'autres camps de la région. Passant, pense à la Liberté, cette Liberté qu’on leur refusa ».

Elle se situe au lieu-dit la Morellerie à 2,8 km en direction de Continvoir.

### Personnalités liées à la commune
Michel Pouchard (1938-), chimiste, est né dans la commune.